# Cryptachaea blattea
Cryptachaea blattea là một loài nhện trong họ Theridiidae.
Loài này thuộc chi Cryptachaea. Cryptachaea blattea được Arthur T. Urquhart. miêu tả năm 1886.